# الدورة (بغداد)
الدورة منطقة واسعة من جنوب بغداد. تطل على الشاطئ الغربي لنهر دجلة. تحيط بها منطقة ذات بساتين نخيل كثيفة. وفيها العديد من الأحياء والمجمعات السكنية والتجارية المهمة؛ كحي المعلمين وحي الاثوريين وحي الميكانيك.
يوجد بالدورة الكثير من المؤسسات الهامة والحيوية بالبلاد من أهمها: مصفاة نفط الدورة ومحطة توليد كهرباء الدورة (التي ساهمت في زيادة التلوث البيئي في المنطقة) والصوامع وغيرها من المؤسسات الجامعية. عشية غزو العراق سنة 2003 كانت المنطقة تضم أغلبية سكانيّة مسيحية. حيث كانت تصل أعداد المسيحيين في المنطقة حوالي 150,000 نسمة لتنخفض حاليًا 1,500 بسبب الهجرة المسيحية على خلفية أعمال العنف والفلتان الأمني. الدورة لها بلدية، مساحة القاطع البلدي 78.3 كيلومتراً مربعاً، وعدد سكان القاطع البلدي للدورة 463748 ساكناً في سنة 2010.

## التسمية
جاءت تسمية الدورة نسبة إلى دورة نهر دجلة الذي يدور حولها من ثلاث جهات. ورد هذا الاسم لأول مرة في مطلع القرن التاسع عشر ميلادي.

## بعد حرب العراق عام 2003
تعاني منطقة الدورة بعد غزو العراق 2003 حالة من ضعف الأمن، اسوة بمناطق بغداد الأخرى، إلا أنها كان لها نصيبا من عمليات التطهير العرقي والتهجير الطائفي التي أصابت البلاد منذ فترة. وكان يعيش في الدورة خليط من الطوائف والأعراق، وكانت تكثر فيها تجمعات من الطائفة المسيحية والطائفة الصابئية. يجاور الدورة من جهة الغرب حي السيدية ومن جهة الجنوب حي أبو دشير، أما من جهتي الشمال والشرق فتطل على نهر دجلة الذي يلتف حولها من تلك الجهة، لذلك سميت ب (الدورة).
شهدت منطقة الدورة في شهر مايو/أيار 2007 عملية تهجير واسعة ضد الطائفة المسيحية وبعض الصابئة الذين يقطنون بكثافة في العديد من أحياء الدورة على يد جماعة ما يسمى دولة العراق الإسلامية حيث طلب منهم إشهار إسلامهم، أو دفع الجزية أو الرحيل وقد أغلقت العديد من مباني الكنائس في الدورة والبالغ عددها حوالي سبعة كنائس ثلاثة منها في حي الميكانيك وكنيسة واحدة في حي آسيا وأخرى في حي الآثوريين وإثنتان في حي المعلمين وكذلك يوجد عدد من الأديرة أهمها دير الرهبان الكلدان وتم تفجير بعضها مثل كنيسة مار كوركيس الآثورية.
كما هاجر عدد من عوائل الصابئة في ضاحية الدورة بشكل جماعي إلى إقليم كردستان العراق بسبب تردي الوضع الأمني وتهديدات الجماعات المسلحة.
وهجرت عوائل من أبناء الطائفة الشيعية والسنية في العديد من مناطق الدورة من قبل مايسمى دولة العراق الإسلامية في حين أن المنطقة قد انقسمت إلى شطرين أحدهما شيعي هاجر له الشيعة من الشطر السني والآخر سني هاجر له السنة من الشطر الشيعي. لكن بعد تحسن الوضع الأمني بدأت بعض العوائل المهاجرة بالرجوع والعودة إلى مناطقها.

## المناطق التابعة لمنطقة الدورة
ذكر علي حسين عداي في بحثه (تطبيق نموذج Kano لتحديد رضا الزبائن عن جودة الخدمات) أن عدد سكان منطقة الدورة التقريبي سنة 2017 هو 272531، اعتماداً على مقابلة مع رئيس قسم التخطيط بدائرة البلدية بالدورة.
| اسم الحي        | رقم المحلة | عدد السكان التقريبي | شوارعه                               |
| المهدية الأولى  | 804        | 10950               | شارع المهدية                         |
| المهدية الثانية | 820        | 12750               | شارع سوق السمكة                      |
| سوق الآثوريين   | 822        | 15350               | شارع المعلمين                        |
| الوادي          | 824        | 28301               | شارع 60 (ابن هبيرة) وشارع المعلمين   |
| الطعمة          | 826        | 25000               | شارع الطعمة                          |
| أبو طيارة       | 838        | 20304               | شارع أبو طيارة                       |
| الميكانيك       | 834        | 22142               | شارع الميكانيك                       |
| شارع 60         | 832        | 19580               | شارع الستين ابن هبيرة وشارع الساعاتي |
| حي الصحة        | 828        | 23178               |                                      |
| عرب جبور        | 864        | 21780               | شارع أسواق الزيتون                   |
| جزء من أبو دشير | 854        | 22510               | شارع الراشد                          |
| حي آسيا         | 846        | 9751                | شارع حاتم السعدون                    |
| حي المخابرات    | 854        | 17645               |                                      |
| حي الكفاءات     | 848        | 5640                | شارع اليمامة                         |
| حي الجمعية      | 842        | 17650               | شارع الجمعية                         |
| المجموع         |            | 272531              |                                      |

وذكرت دينا وحيد عبد الأمير في كتابها (الوظيفة التجارية في شارع أبو الطيارة في بلدية الدورة)، التقسيم البلدي لأحياء الدورة ومساحاتها سنة 2019:

أحياء منطقة الدورة في النصف الشرقي من ناحية المأمون

| اسم الحي | مساحته | عدد السكان |
| الجزائر  | 1.614  | 21383      |
| الجزير   | 13.92  | 31530      |
| الحضر    | 6.81   | 113096     |
| الخورنق  | 19.56  | 43685      |
| زبيدة    | 8.86   | 143925     |
| المجموع  | 50.764 | 353619     |

- الدورة (مركز الناحية)
- حي الميكانيك
- حي اسيا
- حي الوادي
- حي المعلمين
- حي الصحة
- حي الكفاءات
- حي زبيدة محلة 828
- حي الآثوريين
- أبو دشير
- حي التراث
- 5 دونم
- المرادية
- الدوانم
- هور رجب
- عرب الجبور
- البوعيثة
- الكرطان
- الطعمة
- الشرطة الأولى
- الشرطة الثانية
- الإسكان الشعبي
- المهديه الأولى
- المهديه الثانية
- شارع أبو الطيارة (المصافي)
- الجمعية
- كرارة
- الحافات
- شارع 60

## المساجد التابعة لمنطقة الدورة
- جامع أبو بكر الصديق
- جامع التقوى
- جامع الحسن
- جامع محمود معروف
- جامع العباس بن عبد المطلب
- جامع الأزهري
- جامع ذي النورين عثمان بن عفان
- جامع يس والقران الكريم
- جامع مكة المكرمة
- جامع عمر بن عبد العزيز
- جامع صهيب الرومي
- جامع خالد بن الوليد
- جامع حاتم السعدون
- جامع الثوبان
- نور الهدى
- جامع الهادي البشير
- مسجد الشهداء
- مسجد السيد شاهين الكبيسي
- جامع الارقم ابن أبي الارقم
- الرضوان
- جامع الرحمن الرحيم
- جامع التوحيد
- جامع الإسكان الشعبي
- جامع أحمد المختار[11]

## الكنائس الواقعة في منطقة الدورة
في منطقة الدورة العديد من الكنائس منها:
- كنيسة القديسة مارت شموني / الكنيسة الشرقية القديمة في حي الآثوريين.
- كنيسة مار يوحنا المعمدان للكلدان في حي المعلمين.
- كنيسة مار كوركيس / كنيسة المشرق الاشورية في حي المعلمين.
- كنيسة مار بهنام واخته سارة للسريان الأرثوذكس في حي الميكانيك.
- كنيسة الرسولين بطرس وبولص الكلدانية في حي الميكانيك.
- كنيسة مار زيا الطوباوي / كنيسة المشرق الاشورية حي الميكانيك.